# Agriophara muscicolor
Agriophara muscicolor es una especie de polilla del género Agriophara, familia Depressariidae.
Fue descrita científicamente por Meyrick en 1930.